# Fabian Hertner
Fabian Hertner (* 24. února 1985, Pratteln) je švýcarský reprezentant v orientačním běhu, jenž v současnosti žije ve švýcarském Prattelnu. Jeho největším úspěchem jsou dvě stříbrné medaile ze sprintu na Mistrovství světa v roce 2009 z Miskolce a v roce 2010 z Trondheimu . V současnosti běhá za finský klub Kalevan Rasti a současně za švýcarský klub OLV Baselland za který startuje ve skandinávii.

## Sportovní kariéra
| Přehled úspěchů na Mistrovství světa | Přehled úspěchů na Mistrovství světa | Přehled úspěchů na Mistrovství světa | Přehled úspěchů na Mistrovství světa | Přehled úspěchů na Mistrovství světa |
| Mistrovství světa                    | Sprint                               | Middle                               | Long                                 | Štafety                              |
| ------------------------------------ | ------------------------------------ | ------------------------------------ | ------------------------------------ | ------------------------------------ |
| Århus 2006                           | 26. místo                            | X                                    | X                                    | X                                    |
| Olomouc 2008                         | X                                    | 30. místo                            | X                                    | X                                    |
| Miskolc 2009                         | 2. místo                             | X                                    | X                                    | X                                    |
| Trondheim 2010                       | 2. místo                             | X                                    | DSQ                                  | X                                    |
| Savojsko 2011                        | X                                    | X                                    | X                                    | 4. místo                             |
| Lausanne 2012                        | X                                    | 3. místo                             | DSQ                                  | 4. místo                             |

| Přehled úspěchů na Mistrovství Evropy | Přehled úspěchů na Mistrovství Evropy | Přehled úspěchů na Mistrovství Evropy | Přehled úspěchů na Mistrovství Evropy | Přehled úspěchů na Mistrovství Evropy |
| Mistrovství Evropy                    | Sprint                                | Middle                                | Long                                  | Štafety                               |
| ------------------------------------- | ------------------------------------- | ------------------------------------- | ------------------------------------- | ------------------------------------- |
| Otepää 2006                           | 9. místo                              | 22. místo                             | 27. místo                             | 5. místo                              |
| Primorsko 2010                        | 1. místo                              | 16. místo                             | 3. místo                              | 1. místo                              |

| Přehled úspěchů na Mistrovství světa juniorů | Přehled úspěchů na Mistrovství světa juniorů | Přehled úspěchů na Mistrovství světa juniorů | Přehled úspěchů na Mistrovství světa juniorů | Přehled úspěchů na Mistrovství světa juniorů |
| Mistrovství světa juniorů                    | Sprint                                       | Middle                                       | Long                                         | Štafety                                      |
| -------------------------------------------- | -------------------------------------------- | -------------------------------------------- | -------------------------------------------- | -------------------------------------------- |
| Põlva 2003                                   | X                                            | 36. místo                                    | 66. místo                                    | X                                            |
| Gdynia 2004                                  | X                                            | X                                            | 7. místo                                     | 3. místo                                     |
| Tenero 2005                                  | X                                            | 1. místo                                     | 11. místo                                    | 4. místo                                     |